# 로고스필름
로고스필름(영어: LOGOS FILM)은  2000년 11월 29일 드라마 연출자인 이장수 감독이 세운 대한민국의 드라마 제작 기업으로 카카오 (Kakao)의 자회사 카카오엔터테인먼트의 자회사이며 2020년 7월에 카카오엔터테인먼트에 인수되었다.

## 드라마 제작 작품

### KBS2
| 연도 | 방송사 / 요일      | 제목                   | 협력 제작 | 비고 |
| ---- | ------------------ | ---------------------- | --------- | ---- |
| 2012 | KBS 2TV 주말드라마 | 《넝쿨째 굴러온 당신》 |           |      |
| 2013 | KBS 2TV 월화드라마 | 《굿 닥터》            |           |      |
| 2016 | KBS 2TV 수목드라마 | 《오 마이 금비》       |           |      |
| 2017 | KBS 2TV 수목드라마 | 《김과장》             |           |      |
| 2021 | KBS 2TV 월화드라마 | 《경찰수업》           |           |      |

### 타방송사
| 연도 | 방송사 / 요일             | 제목                      | 협력 제작 | 비고 |
| ---- | ------------------------- | ------------------------- | --------- | ---- |
| 2003 | SBS 주말 특별 기획 드라마 | 《스크린》                |           |      |
| 2003 | SBS 수목드라마            | 《천국의 계단》           |           |      |
| 2004 | SBS 특별기획              | 《마지막 춤은 나와 함께》 |           |      |
| 2004 | SBS 월화드라마            | 《러브스토리 인 하버드》  |           |      |
| 2005 | SBS 주말 특별 기획 드라마 | 《해변으로 가요》         |           |      |
| 2005 | SBS 수목드라마            | 《사랑은 기적이 필요해》  |           |      |
| 2006 | SBS 수목드라마            | 《천국의 나무》           |           |      |
| 2006 | MBC 주말 특별 기획 드라마 | 《발칙한 여자들》         |           |      |
| 2008 | 채널CGV 자체 제작 드라마  | 《리틀맘 스캔들》         |           |      |
| 2008 | MBC 주말 특별 기획 드라마 | 《내 생애 마지막 스캔들》 |           |      |
| 2009 | SBS 주말 특별 기획 드라마 | 《그대, 웃어요》          |           |      |
| 2010 | MBC 수목드라마            | 《로드 넘버원》           |           |      |
| 2011 | MBC 주말 특별 기획 드라마 | 《내 마음이 들리니》      |           |      |
| 2011 | MBN MBN 일일시트콤        | 《왔어 왔어 제대로 왔어》 |           |      |
| 2011 | 채널 A 월화드라마         | 《컬러 오브 우먼》        |           |      |
| 2011 | 채널 A 주말드라마         | 《천상의 화원 곰배령》    |           |      |
| 2012 | JTBC 월화드라마           | 《해피엔딩》              |           |      |
| 2013 | JTBC 월화드라마           | 《그녀의 신화》           |           |      |
| 2014 | SBS 주말극장              | 《기분 좋은 날》          |           |      |
| 2015 | SBS 수목드라마            | 《리멤버 - 아들의 전쟁》  |           |      |
| 2018 | tvN 월화드라마            | 《크로스》                |           |      |
| 2018 | tvN 토일드라마            | 《무법 변호사》           |           |      |
| 2019 | tvN 수목드라마            | 《청일전자 미쓰리》       |           |      |
| 2019 | tvN 월화드라마            | 《유령을 잡아라》         |           |      |
| 2021 | tvN 토일드라마            | 《빈센조》                |           |      |
| 2022 | tvN 월화드라마            | 《군검사 도베르만》       |           |      |

## 연극 제작 작품
| 연도 | 제목                        | 협력 제작            | 각주 |
| ---- | --------------------------- | -------------------- | ---- |
| 2013 | 《급매! 행복아파트 1004호》 |                      |      |
| 2021 | 《디어 런드리》             | 우컴퍼니 (공동 제작) |      |

## 소속 제작진

### 소속 작가
- 윤현호
- 김묘진
- 심남선
- 정다연
- 이은영
- 김래나,윤영호
- 태사니
- 최창열
- 김아록
- 최현경
- 이영주

### 소속 감독
- 조규장
- 진창규
- 나수지
- 고봉수

## 같이 보기
- 카카오엔터테인먼트